# Ашан (Мозель)
Ашан (фр. Achen) — коммуна на северо-востоке Франции в регионе Гранд-Эст (бывший Эльзас — Шампань — Арденны — Лотарингия), департамент Мозель, округ Саргемин, кантон Битш.
Площадь коммуны — 12,12 км², население — 989 человек (2006) с тенденцией к росту: 998 человек (2013), плотность населения — 82,3 чел/км². Ранее входила в состав Лотарингии.

## Население
Численность населения коммуны в 2008 году составляла 998 человек, в 2012 году — 1011 человек, а в 2013-м — 998 человек.
| 1962 | 1968 | 1975 | 1982 | 1990 | 1999 | 2006 | 2008 | 2012 | 2013 |
| ---- | ---- | ---- | ---- | ---- | ---- | ---- | ---- | ---- | ---- |
| 857  | 875  | 883  | 896  | 929  | 938  | 989  | 998  | 1011 | 998  |

Динамика населения:

## Экономика
В 2010 году из 653 человек трудоспособного возраста (от 15 до 64 лет) 471 были экономически активными, 182 — неактивными (показатель активности 72,1 %, в 1999 году — 63,8 %). Из 471 активных трудоспособных жителей работал 431 человек (235 мужчин и 196 женщин), 40 числились безработными (18 мужчин и 22 женщины). Среди 182 трудоспособных неактивных граждан 53 были учениками либо студентами, 74 — пенсионерами, а ещё 55 — были неактивны в силу других причин.